# E (複雜度)
在計算複雜度理論內，複雜度類E代表一個決定型問題的集合，裡面的問題可以使用確定型圖靈機在2O(n)，等於複雜度類DTIME(2O(n))。
E與相近的類別EXPTIME不同，在多項式時間多對一歸約時並不封閉。

## 外部連結
- Complexity Zoo: Class E